# Biton brunneus
Biton brunneus är en spindeldjursart som beskrevs av Roewer 1933. Biton brunneus ingår i släktet Biton och familjen Daesiidae. Inga underarter finns listade.